# Индустријски индекс Дау Џоунс
Индустријски индекс Дау Џоунс (Њујоршка берза: , енгл. Dow Jones Industrial Average, такође и DJIA, Дау 30, или, неформално, само Индекс Дау Џоунс, Дау Џоунс или Дау) је један од неколико берзанских индекса које је створио Чарлс Дау, уредник Вол стрит џорнала у 19. веку и саоснивач истоимене фирме. Дау је сачинио индекс како би мерио раст индустријског сектора преко берзанских показатеља. Ово је други најстарији берзански индекс у САД, након Транспортног индекса Дау Џоунс истог аутора.
Индекс се састоји од деоница највећих 30 компанија у САД којима се тргује на берзи. Придев „индустријски“ у имену индекса данас има само историјски значај: – многе од наведених 30 компанија немају много везе са традиционалном тешком индустријом. Индекс је пондерисан ценама деоница, тако да компаније чије појединачне деонице имају вишу цену више утичу на индекс. Индекс није прости просек цена деоница тих компанија: збир компонентних цена се дели делиоцем, који се мења када год нека од компонентних деоница има поделу или расподели дивиденду, како би се израчунала вредност индекса.

## Компаније у индексу
Индустријски индекс Дау Џоунс састоји се данас од деоница следећих 30 компанија:
| Компанија                      | Симбол                                     | Индустрија                                           | Датум додавања                            |
| ------------------------------ | ------------------------------------------ | ---------------------------------------------------- | ----------------------------------------- |
| 3М                             | :                                          | Разноврсна индустрија                                | 9.8.1976. (као )                          |
| Ај Би Ем                       | :                                          | Рачунарске услуге                                    | 29.6.1979.                                |
| Алкоа                          | :                                          | Алуминијум                                           | 1.6.1959. (као )                          |
| Америкен експрес               | :                                          | Финансије за потрошаче                               | 30.8.1982.                                |
| АТ&Т                           | :                                          | Телекомуникације                                     | 1.11.1999. (као )                         |
| Банк оф Америка                | :                                          | Банкарство за институционалне и појединачне клијенте | 19.2.2008.                                |
| Боинг                          | :                                          | Ваздухопловство и одбрана                            | 12.3.1987.                                |
| Верајзон                       | :                                          | Телекомуникације                                     | 8.4.2004.                                 |
| Волмарт                        | :                                          | Малопродаја широког спектра производа                | 17.3.1997.                                |
| Компанија Волт Дизни           | :                                          | Емитовање и забава                                   | 6.5.1991.                                 |
| Дипон                          | :                                          | Хемијска индустрија                                  | 20.11.1935.                               |
| Ексон Мобил                    | :                                          | Производња нафте и гаса                              | 1.10.1928. (као )                         |
| Интел                          | : Архивирано на веб-сајту (4. август 2011) | Полупроводници                                       | 1.11.1999.                                |
| Јунајтед текнолоџиз корпорејшн | :                                          | Ваздухопловство, грејање/хлађење, лифтови            | 14.3.1939. (као )                         |
| Катерпилар                     | :                                          | Грађевинска и рударска опрема                        | 6.5.1991.                                 |
| Кока-кола                      | :                                          | Пића                                                 | 12.3.1987.                                |
| Крафт фудс                     | :                                          | Прехрамбена индустрија                               | 22.9.2008.                                |
| Мекдоналдс                     | :                                          | Ресторани и барови                                   | 30.10.1985.                               |
| Мерк                           | :                                          | Фармацеутска компанија                               | 29.6.1979.                                |
| Мајкрософт                     | :                                          | Софтвер                                              | 1.11.1999.                                |
| Проктер енд Гембл              | :                                          | Потрошни производи за домаћинство                    | 26.5.1932.                                |
| Сиско                          | :                                          | Рачунарске мреже                                     | 8.6.2009.                                 |
| Фајзер                         | :                                          | Фармацеутска компанија                               | 8.4.2004.                                 |
| Хјулет-Пакард                  | :                                          | Разноврсни рачунарски системи                        | 17.3.1997.                                |
| Хоум дипо                      | :                                          | Малопродаја за кућне радове                          | 1.11.1999.                                |
| Џеј-Пи Морган Чејс             | :                                          | Банкарство                                           | 6.5.1991. (као Џеј Пи Морган и компанија) |
| Џенерал електрик               | :                                          | Разноврсна индустрија                                | 7.11.1907.                                |
| Травелерс кампаниз             | :                                          | Осигурање                                            | 8.6.2009.                                 |
| Џонсон енд Џонсон              | :                                          | Фармацеутска компанија                               | 17.3.1997.                                |
| Шеврон                         | :                                          | Нафта и гас                                          | 19.2.2008.                                |